# Dragster (jeu vidéo)
Dragster est un jeu vidéo de course de dragster développé et édité par Activision, sorti en 1980 sur Atari 2600.

## Système de jeu
Le joueur contrôle un dragster et a pour objectif de parcourir une courte distance en ligne droite le plus rapidement possible. Il doit appuyer sur le bouton de la manette pour accélérer, tout en surveillant le régime du moteur représenté par un tachymètre à l'écran, qui lui indique quand changer de vitesse avec un mouvement du stick pour éviter que le moteur ne surchauffe ou ne cale, ce qui entraînerait un retard ou l'échec de la course. 
Le jeu se déroule en solo ou à deux joueurs en écran scindé, le joueur ayant le temps le plus court est déclaré vainqueur. Les performances sont chronométrées et affichées à la fin de chaque course.

## Record et controverse
Le record du jeu vidéo a été établi en 1982 par Todd Rogers en 5,51 secondes. Jusqu'au 29 janvier 2018, ce record était reconnu par l'association Twin Galaxies et inscrit dans le Livre Guinness des records. C'était à ce moment l'un des plus vieux records de score dans un jeu vidéo. À la suite de contestations et d'avis d'experts, Twin Galaxies a finalement invalidé le record.